# Neocurtimorda lugubris
Neocurtimorda lugubris is een keversoort uit de familie spartelkevers (Mordellidae). De wetenschappelijke naam van de soort is voor het eerst geldig gepubliceerd in 1870 door Fahraeus.